# الصحافة الفلسطينية

شعار صحيفة الحياة الجديدة

الصحافة الفلسطينية هي منظومة من وسائل الإعلام المكتوبة التي نشأت وتطورت في فلسطين التاريخية وفي الشتات، ورافقت تطورات الحياة السياسية والاجتماعية والثقافية منذ أواخر العهد العثماني، مرورًا بالانتداب البريطاني، وصولًا إلى السلطة الوطنية الفلسطينية وما بعدها. لعبت الصحافة الفلسطينية دورًا محوريًا في تشكيل الهوية الوطنية، وفي توثيق النضال ضد الاحتلال والاستعمار، كما كانت أداة للتعبير عن مختلف التيارات السياسية والفكرية.

## النشأة والتطور التاريخي

### في العهد العثماني (1876–1917)
بدأت الصحافة الفلسطينية في الظهور خلال أواخر القرن التاسع عشر، مع صدور جريدة القدس سنة 1876، تلتها جريدة النفير، وجريدة الكرمل التي أسسها نجيب نصار في حيفا عام 1908. وقد شكّلت تلك الصحف منابر للتنوير الفكري والنقاش السياسي، وشاركت في النهضة العربية. 

### في عهد الانتداب البريطاني (1917–1948)
عرفت الصحافة الفلسطينية تطورًا ملحوظًا في هذه المرحلة، فظهرت صحف مؤثرة مثل الدفاع وفلسطين، وكان لها دور في توثيق السياسة الاستعمارية البريطانية والصهيونية. كما ازدهرت الصحافة الحزبية واللسانية التي عبّرت عن توجهات قومية وإسلامية ويسارية.

### بعد النكبة (1948–1967)
أدّت نكبة 1948 إلى انقطاع في مسار الصحافة الفلسطينية داخل الأراضي المحتلة، غير أنها عادت للظهور في مناطق الشتات، خاصة في الأردن ولبنان وسوريا. وبرزت صحف مثل فلسطين الثورة التي كانت ناطقة باسم منظمة التحرير الفلسطينية.

### في ظل السلطة الفلسطينية (منذ 1994)
مع تأسيس السلطة الوطنية الفلسطينية، شهدت الصحافة الفلسطينية انفتاحًا نسبيًا، لكن ذلك تزامن مع تحديات قانونية وأمنية أثّرت على حرية التعبير. ورغم وجود صحف يومية مثل الحياة الجديدة والأيام والقدس، إلا أن الصحافة عانت من الرقابة الرسمية والانقسام السياسي. 

## السمات العامة للصحافة الفلسطينية
- الطابع السياسي: ارتبطت معظم الصحف بالأحزاب والفصائل الفلسطينية.
- الرقابة والتقييد: واجه الصحفيون الفلسطينيون القيود من سلطات الاحتلال الإسرائيلي وأحيانًا من السلطات الفلسطينية نفسها.
- الصحافة في الشتات: لعبت دورًا مهمًا في توحيد الخطاب الفلسطيني ونشر الرواية الوطنية في الخارج.
- الصحافة الرقمية: ظهرت بقوة منذ العقد الأول من الألفية الجديدة، مثل وكالتي وفا ومعا، ومواقع مثل "قدس الإخبارية".

## المؤسسات الإعلامية البارزة
- جريدة القدس (القدس)
- جريدة الحياة الجديدة (رام الله)
- وكالة الأنباء الفلسطينية وفا
- مركز تطوير الإعلام بجامعة بيرزيت
- معهد الإعلام العصري بجامعة القدس

## التحديات
تواجه الصحافة الفلسطينية عدة تحديات:
- الاحتلال الإسرائيلي الذي يعيق حركة الصحفيين ويعتقل بعضهم.
- الانقسام السياسي بين غزة والضفة الذي أنتج خطابًا إعلاميًا مزدوجًا.
- الرقابة الذاتية والرسمية.
- ضعف القوانين المنظمة للعمل الصحفي.[5]

## دور الصحافة في النضال الوطني
أسهمت الصحافة الفلسطينية بشكل فعال في:
- دعم الرواية الوطنية أمام الإعلام الدولي.
- توثيق الجرائم والانتهاكات الإسرائيلية.
- نشر الوعي الوطني.
- حشد الدعم العربي والدولي للقضية الفلسطينية.[6]

## وصلات خارجية
- وكالة الأنباء الفلسطينية – وفا
- مركز تطوير الإعلام – بيرزيت
- جامعة القدس – أرشيف الصحافة
- قاعدة بيانات المنظومة